# A Fővárosi Állat- és Növénykert Makiháza
A Makiház, régi nevén Kenguruház (ezért lehet találkozni a Régi Kenguruház megjelöléssel is), később Bambi Ház a budapesti Fővárosi Állat- és Növénykert egyik épülete.

## Története
Az épület Kenguruház néven épült 1912-ben Kós Károly és Zrumeczky Dezső tervei alapján népies stílusban. Egy ideig erszényeseket és vendégízületeseket mutatott be (kenguruk, vombatok, hangyászsünök). Az állatokat 1932-ben átköltöztették a kert egy másik részére. Ezt követően az épületben nem tartottak benne állatokat: falatozó, állategészségügyi állomás, végül iroda működött benne. Ekkor ragadt rá a Bambi Ház / Bambi Presszó elnevezés, mivel a jelképes örökbefogadásokat itt bonyolították le. Nyitrai Péter tervei alapján 2002–2003-ban felújították, azóta a gyűrűsfarkú makik és a varik belső kifutójának ad otthont.
Jellemzői a zsindelyfedés, a kis méretű torony, illetve lécosztású, üvegezett bejárati rész. Szomszédságában van a Régi Majomház, illetve a Rágcsálóház.

## Képtár

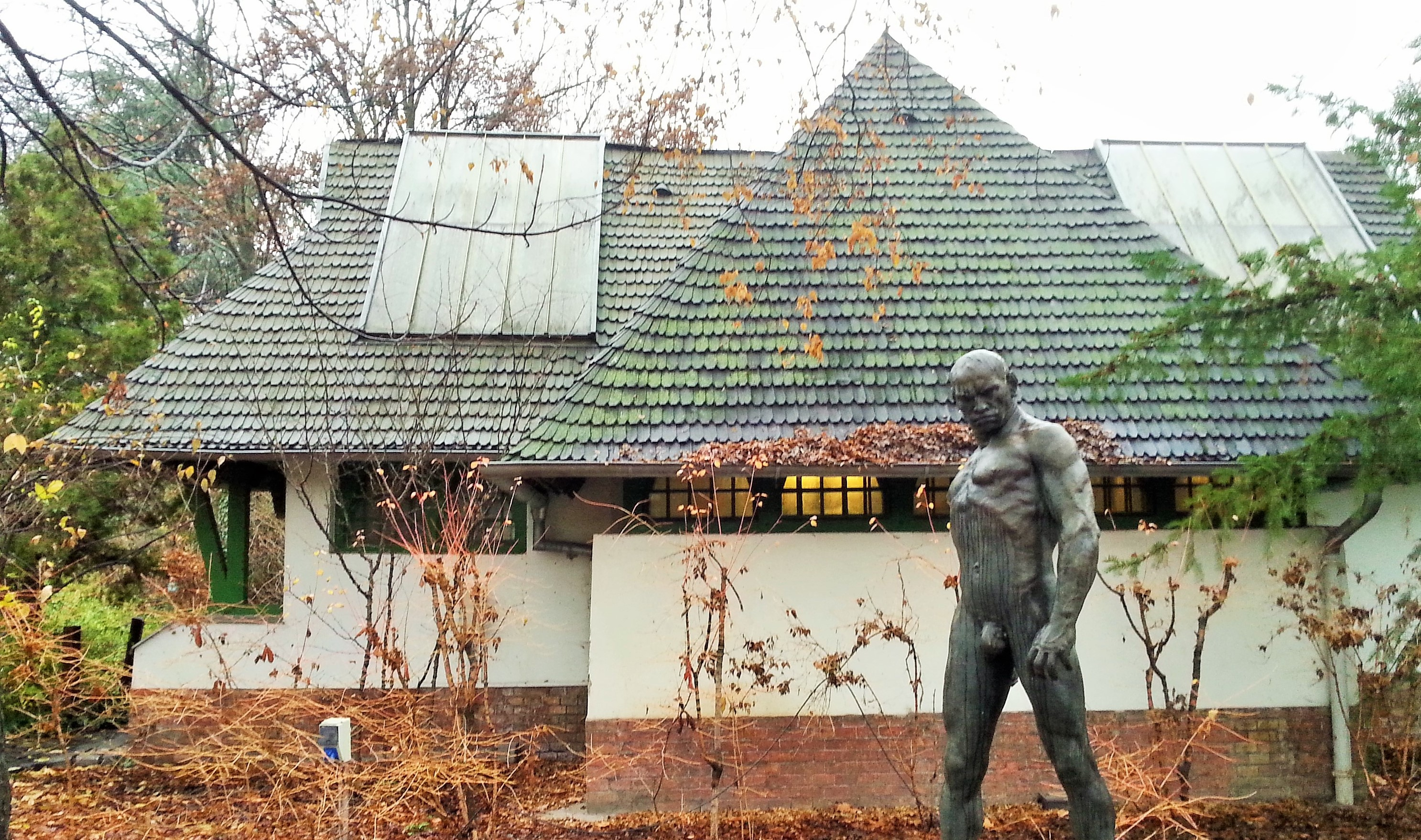
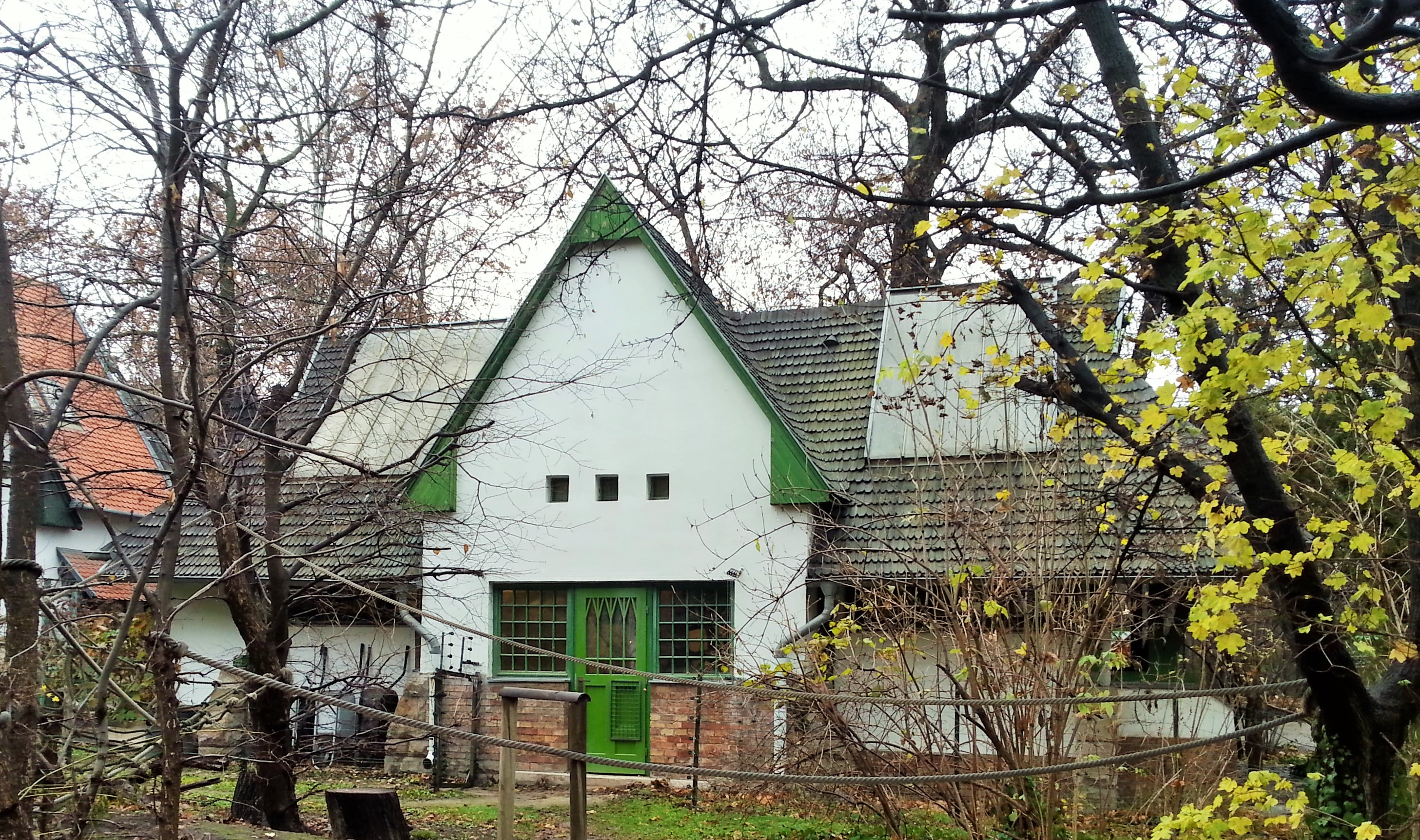
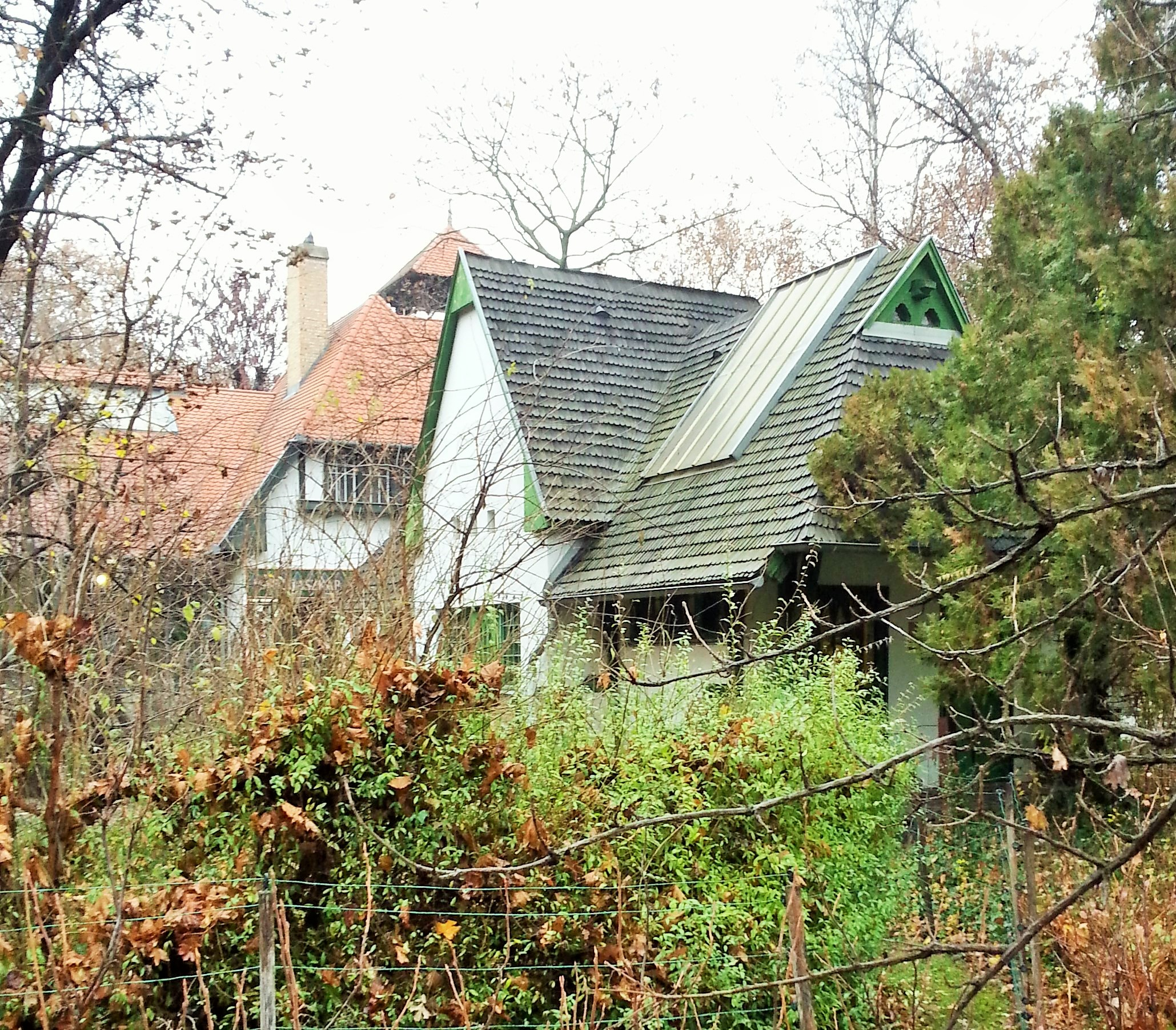
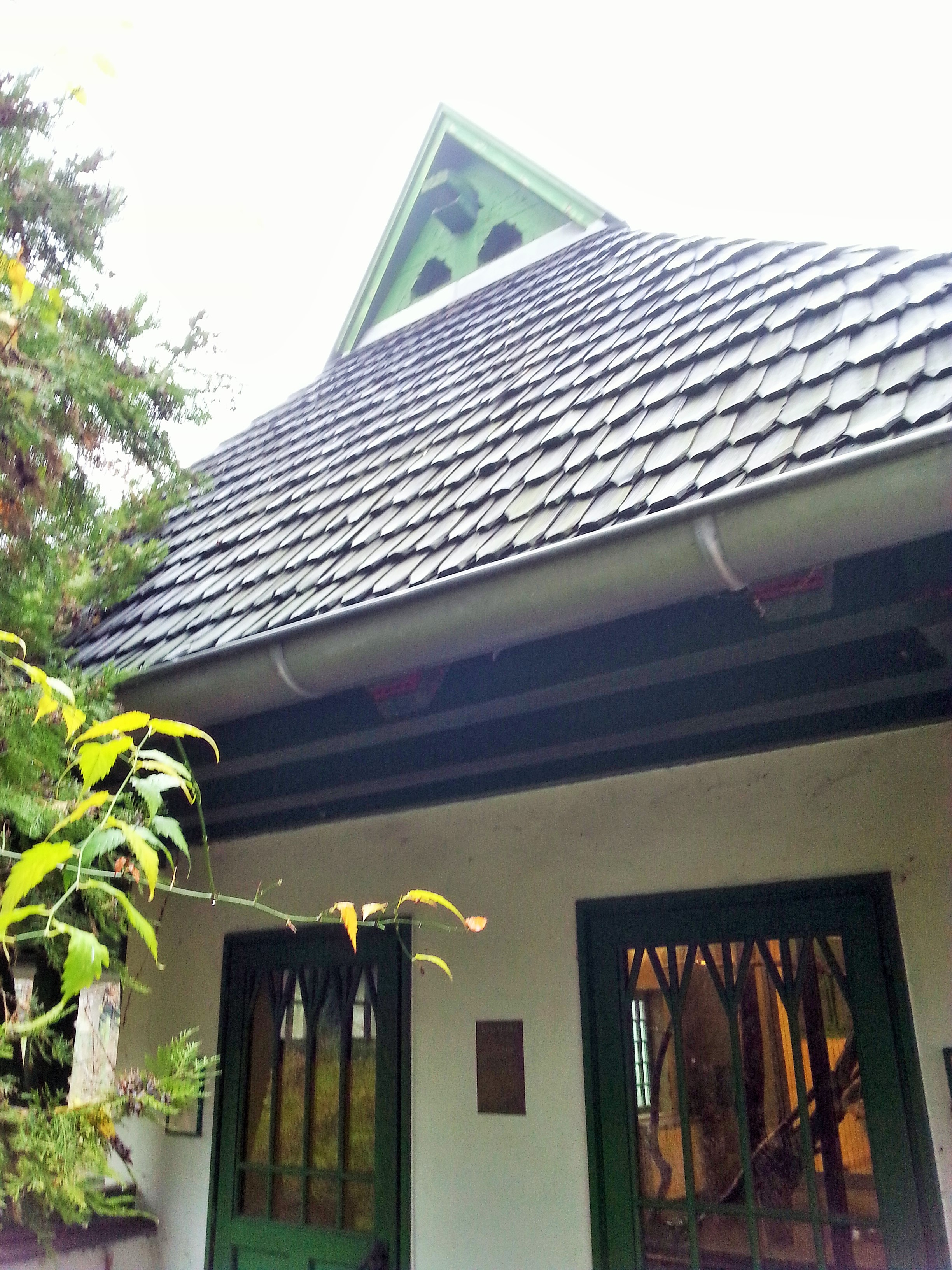
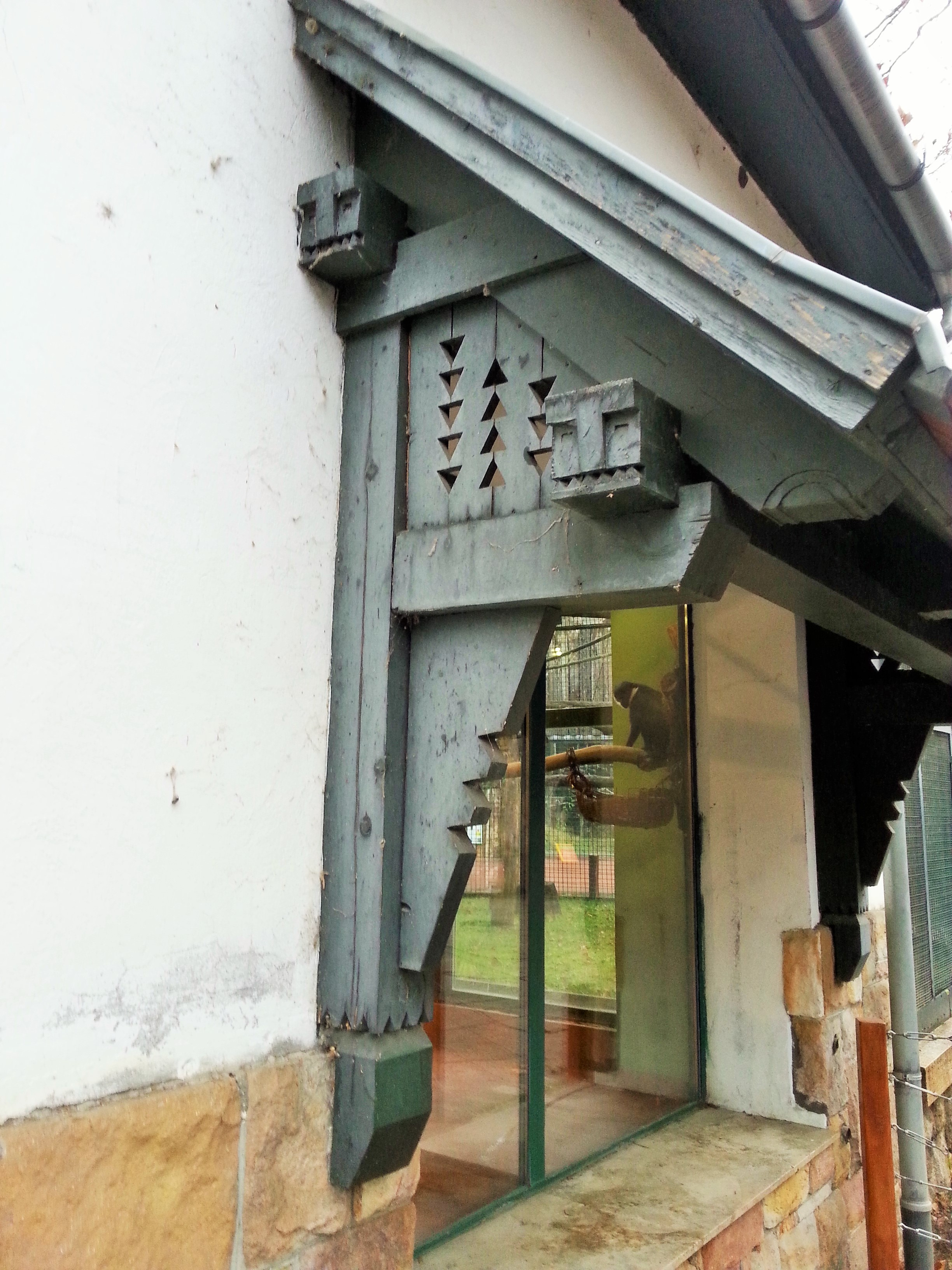
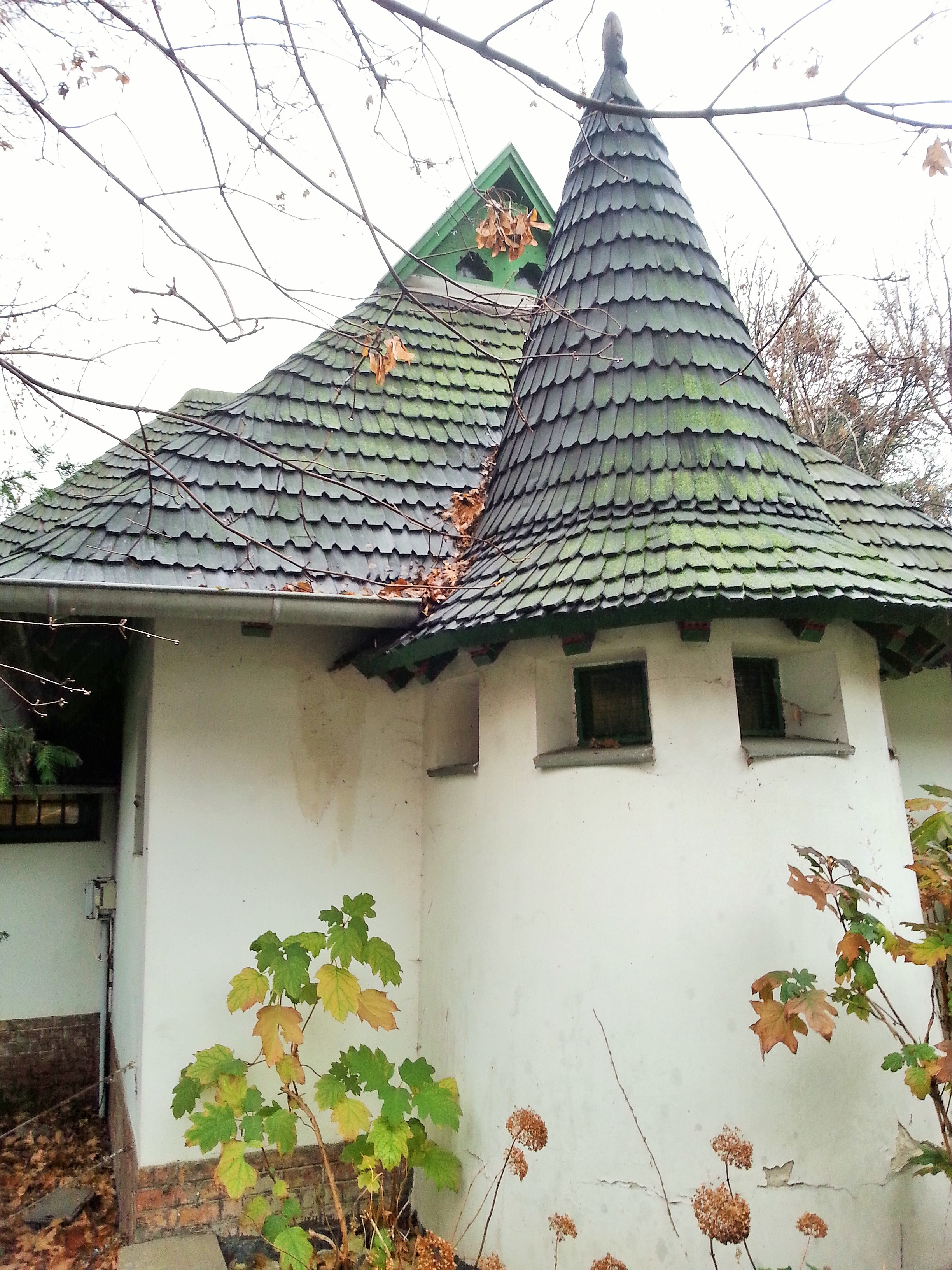
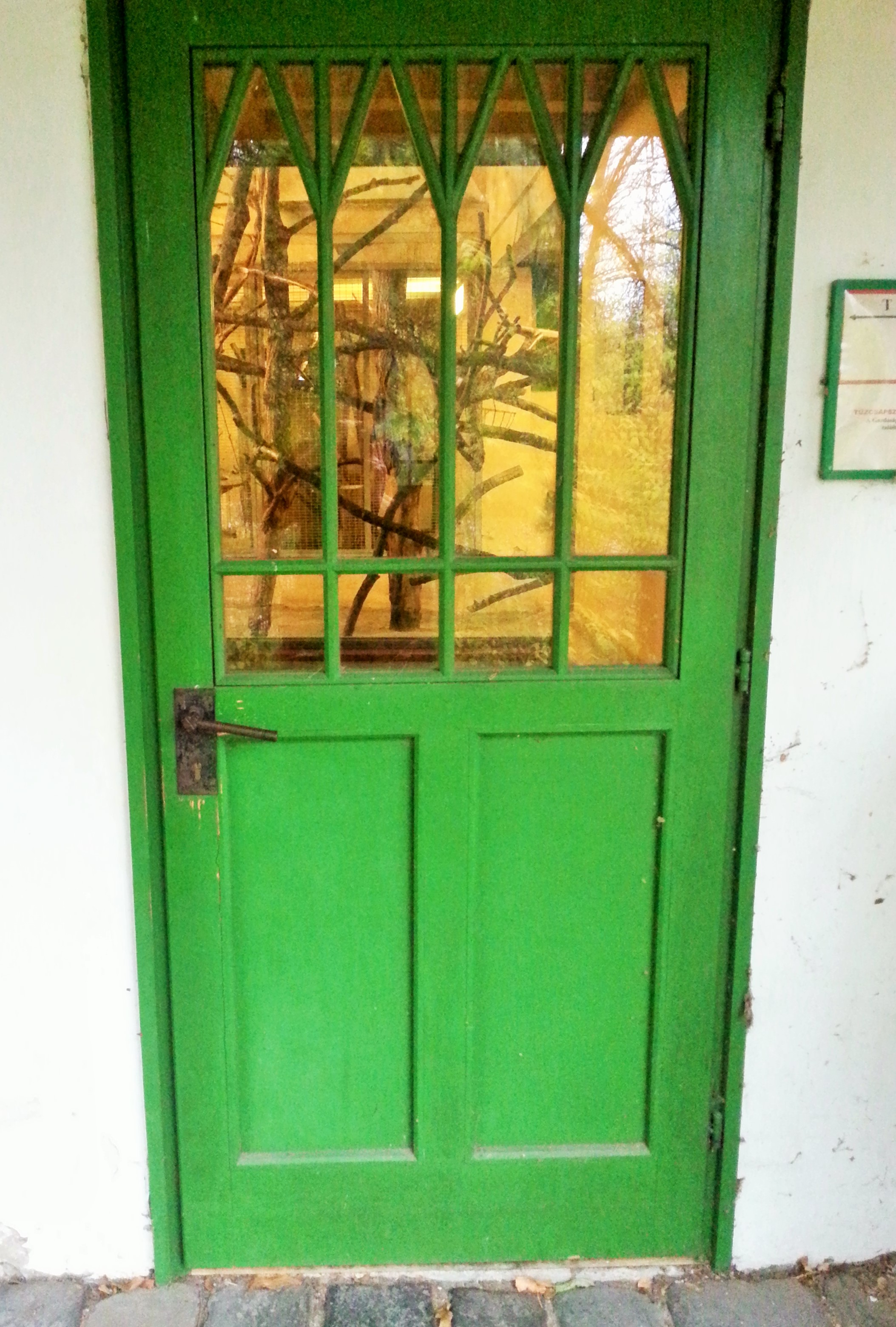
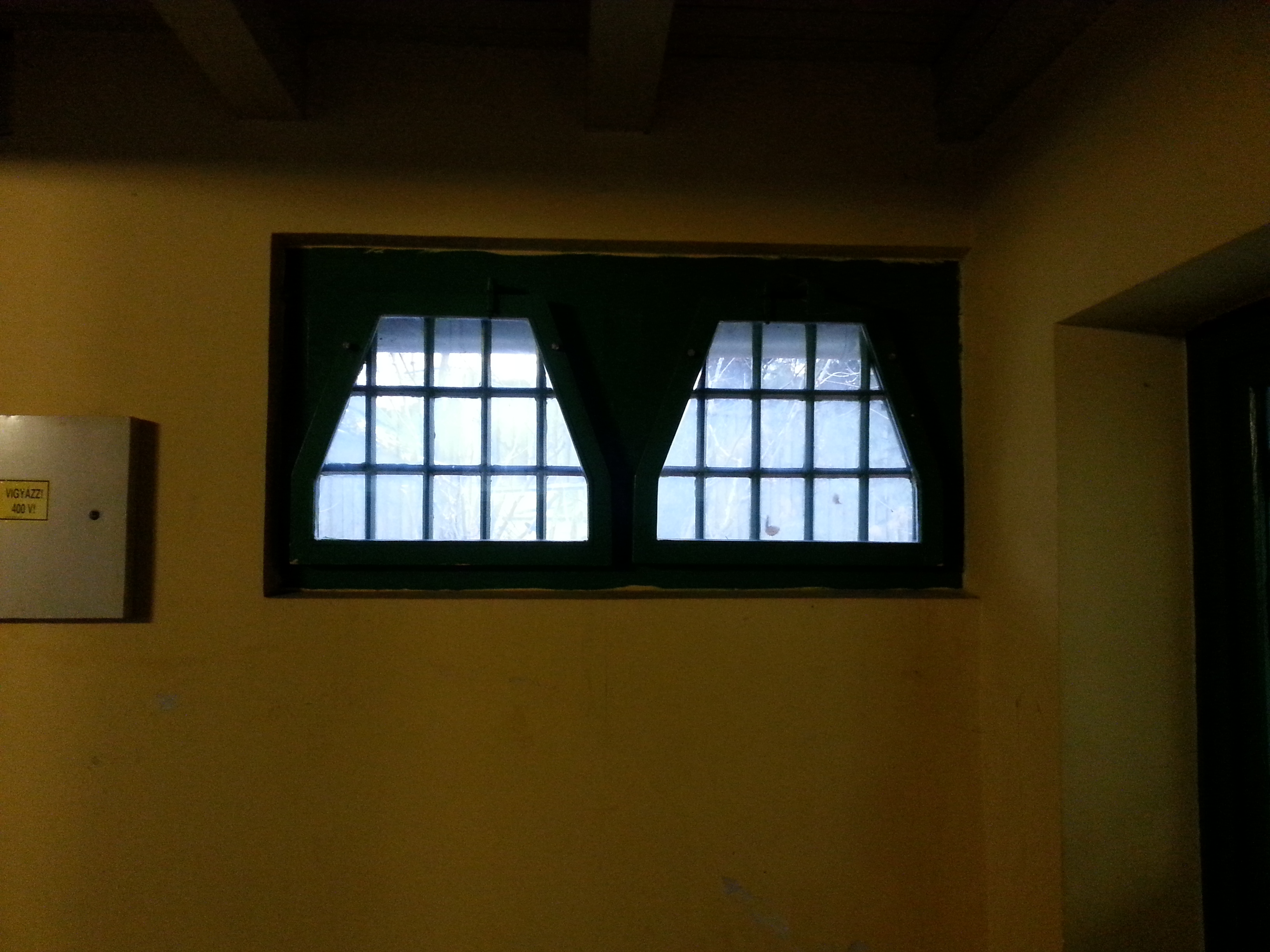
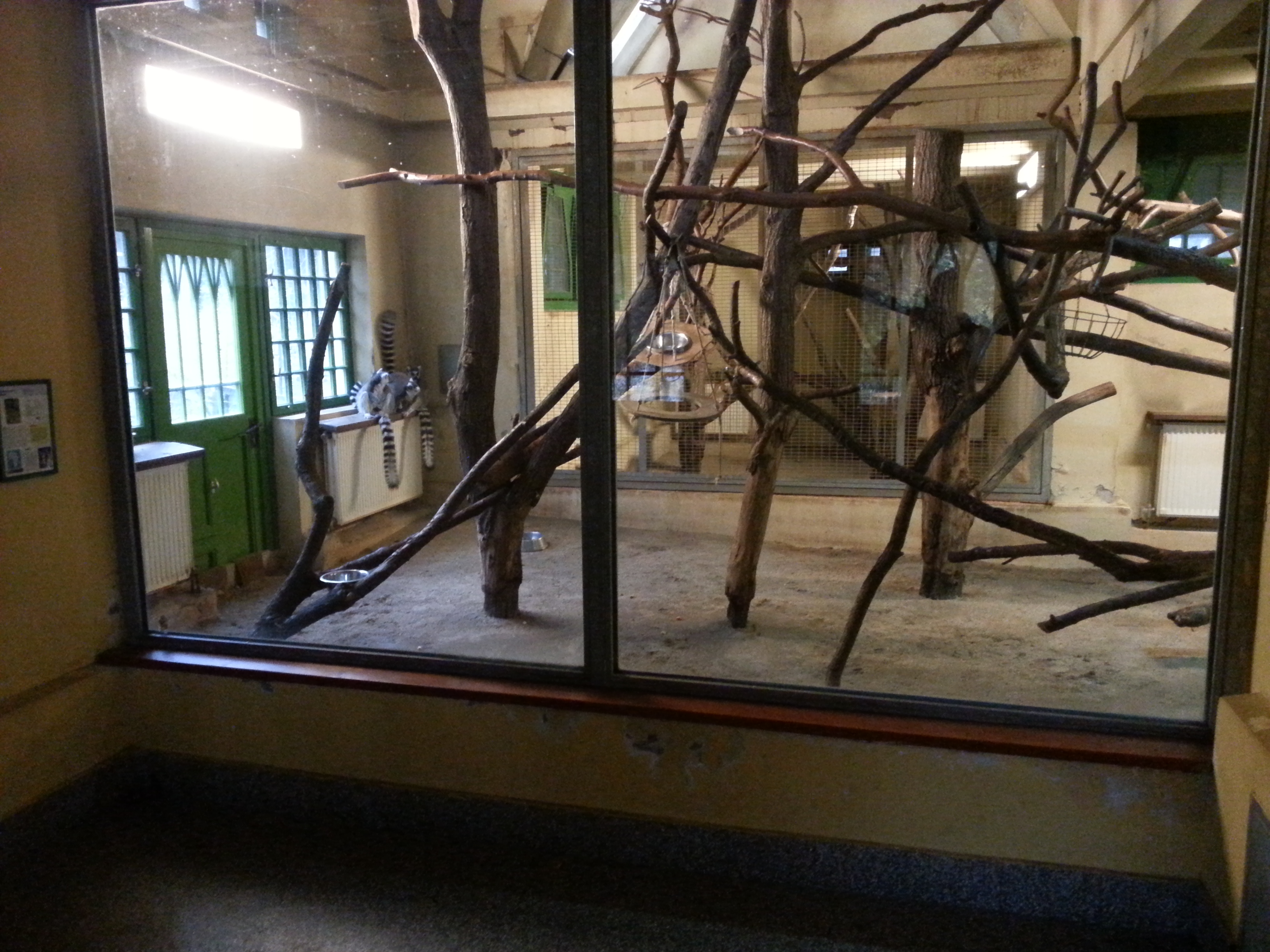

## Külső hivatkozások
- Patinás épületek. zoobudapest.com. (Hozzáférés: 2021. december 13.)